# Xenoestrógeno
Os xenoestrogênios são um tipo de substância química exógena, que pode ser natural ou sintética, que imita o estrogênio. Eles podem ser compostos químicos sintéticos ou naturais. Os xenoestrogênios sintéticos incluem alguns compostos industriais amplamente usados, como o Bisfenol A, que têm efeitos estrogênicos em um organismo vivo, embora difiram quimicamente das substâncias estrogênicas produzidas internamente pelo sistema endócrino de qualquer organismo. Os xenoestrogênios naturais incluem os fitoestrogênios, que são xenoestrogênios derivados de plantas. Como a principal via de exposição a esses compostos é pelo consumo de plantas fitoestrogênicas, às vezes eles são chamados de "estrogênios dietéticos". Os micoestrogênios, substâncias estrogênicas de fungos, são outro tipo de xenoestrogênio que também são considerados micotoxinas.
Os xenoestrogênios são clinicamente significativos porque podem imitar os efeitos do estrogênio endógeno e, portanto, estão implicados na puberdade precoce e em outros distúrbios do sistema reprodutor.
Os xenoestrogênios incluem estrogênios farmacológicos (onde a ação estrogênica é um efeito pretendido, como no medicamento etinilestradiol usado na pílula anticoncepcional), mas outros produtos químicos também podem ter efeitos estrogênicos. Os xenoestrogênios foram introduzidos no meio ambiente por empresas industriais, agrícolas e químicas e consumidores apenas nos últimos 70 anos ou mais, mas os arquiestrogênios têm sido uma parte onipresente do meio ambiente antes mesmo da existência da raça humana, dado que algumas plantas (como o cereais e leguminosas) estão usando substâncias estrogênicas, possivelmente como parte de sua defesa natural contra animais herbívoros, controlando sua fertilidade.
O potencial impacto ecológico e à saúde humana dos xenoestrogênios é uma preocupação crescente. A palavra xenoestrogênio é derivada das palavras gregas ξένο (xeno, que significa estrangeiro), οἶστρος (estro, que significa desejo sexual) e γόνο (gene, que significa "gerar") e significa literalmente "estrogênio estrangeiro". Os xenoestrogênios também são chamados de "hormônios ambientais" ou "EDC" (em inglês: Endocrine Disrupting Compounds, compostos de desregulação endócrina). A maioria dos cientistas que estudam os xenoestrogênios, incluindo a The Endocrine Society, os considera como sérios riscos ambientais que têm efeitos desreguladores do hormônio em animais selvagens e humanos.

## Mecanismo de ação
O início da puberdade é caracterizado pelo aumento dos níveis do hormônio liberador de gonadotrofina hipotalâmica (GnRH). O GnRH desencadeia a secreção do hormônio luteinizante (LH) e do hormônio folículo-estimulante (FSH) da glândula pituitária anterior, que por sua vez faz com que os ovários respondam e secretem estradiol. Aumentos no estrogênio gonadal promovem o desenvolvimento das mamas, distribuição de gordura feminina e crescimento do esqueleto. O androgênio adrenal e o androgênio gonadal resultam em pelos pubianos e axilares. A puberdade precoce periférica causada por estrogênios exógenos é avaliada pela avaliação dos níveis diminuídos de gonadotrofinas.
Xenoestrogênios em plásticos, alimentos embalados, bandejas de bebidas e recipientes, (mais ainda, quando eles foram aquecidos ao sol, ou um forno), podem interferir no desenvolvimento puberal por ações em diferentes níveis - eixo hipotálamo-hipófise, gônadas, periférico órgãos-alvo, como mama, folículos capilares e genitais. Produtos químicos exógenos que mimetizam o estrogênio podem alterar as funções do sistema endócrino e causar vários defeitos de saúde ao interferir na síntese, metabolismo, ligação ou respostas celulares dos estrogênios naturais.
Embora a fisiologia do sistema reprodutivo seja complexa, a ação dos estrogênios exógenos ambientais é considerada como ocorrendo por dois mecanismos possíveis. Os xenoestrogênios podem alterar temporária ou permanentemente os ciclos de feedback no cérebro, hipófise, gônadas e tireoide, imitando os efeitos do estrogênio e ativando seus receptores específicos, ou podem se ligar a receptores hormonais e bloquear a ação dos hormônios naturais. Portanto, é plausível que os estrogênios ambientais possam acelerar o desenvolvimento sexual se estiverem presentes em uma concentração suficiente ou com exposição crônica. A similaridade na estrutura dos estrogênios exógenos e dos estrogênios mudou o equilíbrio hormonal dentro do corpo e resultou em vários problemas reprodutivos nas mulheres. O mecanismo geral de ação é a ligação dos compostos exógenos que mimetizam o estrogênio aos receptores de ligação do estrogênio e causam a ação determinada nos órgãos-alvo.

## Efeitos
Os xenoestrogênios têm sido implicados em uma variedade de problemas médicos e, durante os últimos 10 anos, muitos estudos científicos encontraram evidências concretas de efeitos adversos na saúde humana e animal.
Existe a preocupação de que os xenoestrogênios possam atuar como falsos mensageiros e atrapalhar o processo de reprodução. Os xenoestrogênios, como todos os estrogênios, podem aumentar o crescimento do endométrio; portanto, os tratamentos para endometriose incluem evitar produtos que os contenham. Da mesma forma, são evitados para prevenir o aparecimento ou agravamento da adenomiose. Estudos têm implicado observações de distúrbios na vida selvagem com exposição ao estrogênio. Por exemplo, a descarga de assentamentos humanos, incluindo o escoamento e a água fluindo de estações de tratamento de águas residuais, liberam uma grande quantidade de xenoestrogênios nos rios, o que leva a alterações imensas na vida aquática. Com um fator de bioacumulação de 105 a 106, os peixes são extremamente suscetíveis a poluentes. Acredita-se que córregos em condições mais áridas tenham mais efeitos devido a concentrações mais altas de produtos químicos decorrentes da falta de diluição. O xenoestrogênio não é bom para a saúde do útero. Reduz a flexibilidade do útero paredes. O xenoestrogênio torna as paredes uterinas mais finas e frágeis.
Ao comparar peixes acima de uma estação de tratamento de águas residuais e abaixo de uma estação de tratamento de águas residuais, os estudos encontraram distúrbios na histopatologia ovariana e testicular, intersexo gonadal, tamanho reduzido das gônadas, indução de vitelogenina e proporções sexuais alteradas.
As proporções sexuais são tendenciosas para as mulheres porque os xenoestrogênios interrompem a configuração gonadal causando reversão sexual completa ou parcial. Ao comparar populações adjacentes de ventosas brancas, as fêmeas expostas podem ter até cinco estágios de ovócitos e ovários de desenvolvimento assincrônico em comparação com as fêmeas não expostas que geralmente têm dois estágios de ovócitos e ovários com desenvolvimento de grupo sincronizado. Anteriormente, esse tipo de diferença só era encontrado entre as espécies tropicais e temperadas.
As concentrações de esperma e os perímetros de motilidade são reduzidos em peixes machos expostos a xenoestrogênios, além de interromper os estágios da espermatogênese. Além disso, os xenoestrogênios têm levado a uma grande quantidade de peixes intersexo.
Outro efeito potencial dos xenoestrogênios está nos oncogenes, especificamente em relação ao câncer de mama. Alguns cientistas duvidam que os xenoestrogênios tenham qualquer efeito biológico significativo nas concentrações encontradas no meio ambiente. No entanto, há evidências substanciais em uma variedade de estudos recentes que indicam que os xenoestrogênios podem aumentar o crescimento do câncer de mama em cultura de tecidos..
Foi sugerido que níveis muito baixos de um xenoestrogênio, Bisfenol A, podem afetar a sinalização neural fetal mais do que níveis mais altos, indicando que modelos clássicos em que a dose é igual à resposta podem não ser aplicáveis. Como este estudo envolveu injeções intra-cerebelares, sua relevância para as exposições ambientais não é clara, assim como o papel de um efeito estrogênico em comparação com algum outro efeito tóxico do bisfenol A.
Outros cientistas argumentam que os efeitos observados são espúrios e inconsistentes, ou que as quantidades dos agentes são muito baixas para ter qualquer efeito.

### Impactos
A presença onipresente dessas substâncias estrogênicas é uma preocupação significativa para a saúde, tanto individualmente quanto para uma população. A vida depende da transmissão de informações bioquímicas para a próxima geração, e a presença de xenoestrogênios pode interferir neste processo de informação transgeracional por meio de "confusão química" (Vidaeff e Sever), que afirmam: "Os resultados não sustentam com certeza a visão de que estrogênios ambientais contribuem para um aumento nos distúrbios reprodutivos masculinos, nem fornecem bases suficientes para rejeitar tal hipótese."
Um relatório de 2008 demonstra mais evidências de efeitos generalizados de produtos químicos feminizantes no desenvolvimento masculino em cada classe de espécies de vertebrados como um fenômeno mundial. 99% por cento dos mais de 100.000 produtos químicos introduzidos recentemente estão sub-regulados, de acordo com a Comissão Europeia.

### Puberdade precoce
A puberdade é um processo de desenvolvimento complexo definido como a transição da infância para a adolescência e a função reprodutiva adulta..  O primeiro sinal de puberdade feminina é uma aceleração do crescimento seguida pelo desenvolvimento de um botão mamário palpável (telarca). A idade média da telarca é 9,8 anos. Embora a sequência possa ser revertida, alterações dependentes de andrógenos, como crescimento de pelos axilares e púbicos, odor corporal e acne (adrenarca), geralmente aparecem 2 anos depois. O início da menstruação (menarca) é um evento tardio (mediana de 12,8 anos), ocorrendo após o pico de crescimento ter passado.
A puberdade é considerada precoce (puberdade precoce) se as características sexuais secundárias ocorrerem antes dos 8 anos de idade nas meninas e dos 9 anos nos meninos. O aumento do crescimento costuma ser a primeira mudança na puberdade precoce, seguida pelo desenvolvimento dos seios e pelos pelos pubianos. No entanto, telarca, adrenarca e crescimento linear [necessário esclarecer] podem ocorrer simultaneamente e, embora incomum, a menarca pode ser o primeiro sinal. A puberdade precoce pode ser classificada em puberdade precoce central (dependente de gonadotrofina) ou puberdade periférica (independente de gonadotrofina). A puberdade precoce periférica tem sido associada à exposição a compostos estrogênicos exógenos.
A idade de início da puberdade é influenciada por muitos fatores, como genética, estado nutricional, etnia e fatores ambientais, incluindo condições socioeconômicas e localização geográfica. Um declínio da idade no início da puberdade de 17 a 13 anos de idade ocorreu durante um período de 200 anos até meados do século 20.  As tendências em relação à puberdade precoce foram atribuídas à melhoria da saúde pública e das condições de vida. Uma das principais hipóteses para essa mudança em direção à puberdade precoce é a melhoria da nutrição, resultando em rápido crescimento corporal, aumento de peso e deposição de gordura. No entanto, muitos oponentes acreditam que a exposição química pode desempenhar um papel.  Estudos americanos, europeus e asiáticos sugerem que o desenvolvimento das mamas em meninas ocorre em uma idade muito mais jovem do que há algumas décadas, independentemente de raça e condições socioeconômicas. A exposição química ambiental é um dos fatores implicados na recente tendência de queda da maturação sexual precoce.

## Estrógenos ambientais comuns

### Atrazina
A atrazina é amplamente utilizada como herbicida para controlar espécies de ervas daninhas de folha larga que crescem em plantações como milho, cana-de-açúcar, feno e trigo de inverno. Atrazine também é aplicado em árvores de Natal, gramados residenciais, campos de golfe e outras áreas recreativas. A atrazina é o segundo pesticida mais vendido no mundo e é considerado o herbicida mais usado nos Estados Unidos.

### BPA
BPA (Bisfenol A) é o monômero usado para fabricar plástico de policarbonato e resinas epóxi usadas como revestimento na maioria das latas de alimentos e bebidas. É um dos produtos químicos de maior volume produzidos em todo o mundo. As ligações éster nos policarbonatos à base de BPA podem estar sujeitas a hidrólise e lixiviação do BPA. Mas no caso de epoxipolímeros formados a partir do bisfenol A, não é possível liberar o bisfenol A por meio de tal reação. Também é digno de nota que, dos bisfenóis, o bisfenol A é um xenoestrogênio fraco. Outros compostos, como o bisfenol Z, mostraram ter efeitos estrogênicos mais fortes em ratos.
Foi sugerido que o bifenol A e outros xenoestrogênios podem causar doenças em humanos e animais. Uma revisão sugere que a exposição ao bisfenol A como resultado de cenários viáveis pode causar doenças em humanos.
O bisfenol S (BPS), um análogo do BPA, também demonstrou alterar atividade estrogênica. Um estudo demonstrou que, quando células da hipófise de rato em cultura foram expostas a baixos níveis de BPS, isso alterou a via de sinalização do estrogênio-estradiol e levou à liberação inadequada de prolactina.

### DDT
O DDT (Diclorodifeniltricloroetano) foi amplamente utilizado em pesticidas para a agricultura até ser proibido em 1972 nos Estados Unidos devido aos seus efeitos nocivos sobre o meio ambiente. O DDT continua a ser usado em muitas partes do mundo para uso agrícola, controle de insetos e para combater a propagação da malária. O DDT e seus metabólitos DDE e DDD são persistentes no ambiente e se acumulam nos tecidos adiposos

### Dioxina
A dioxina, um grupo de produtos químicos altamente tóxicos, é liberada durante os processos de combustão, fabricação de pesticidas e branqueamento com cloro da polpa de madeira. A dioxina é descarregada em cursos de água das fábricas de celulose e papel. Acredita-se que o consumo de gorduras animais seja a principal via de exposição humana.

### Endosulfan
Endosulfan é um inseticida usado no plantio de vários vegetais, frutas, grãos de cereais e árvores. A exposição humana ocorre através do consumo de alimentos ou contaminação das águas subterrâneas e superficiais.

### Phthalates
Os ftalatos são plastificantes que fornecem durabilidade e flexibilidade aos plásticos, como o cloreto de polivinila. Os ftalatos de alto peso molecular são usados em pisos, revestimentos de paredes e dispositivos médicos, como bolsas e tubos intravenosos. Os ftalatos de baixo peso molecular são encontrados em perfumes, loções, cosméticos, vernizes, lacas e revestimentos, incluindo liberações temporizadas em produtos farmacêuticos.

### Zeranol
Zeranol é usado atualmente como um promotor de crescimento anabólico para gado nos EUA e Canadá. Foi proibido na UE desde 1985, mas ainda está presente como um contaminante em alimentos através de produtos de carne que foram expostos a ele.

### Outros
- Alquifenois (produtos químicos intermediários usados na fabricação de outros produtos químicos)
- 4-metilbenzilideno cânfora (4-MBC) (loções de proteção solar)
- Bisfenol S, BPS (análogo de BPA)
- Hidroxianisol butilado, BHA (conservante de alimentos)
- Diclorodifenildicloroetileno (um dos produtos de degradação do DDT)
- Dieldrina (inseticida proibido)
- DDT (inseticida banido)
- Endosulfan (inseticida proibido)
- Eritrosina
- Etinilestradiol (pílula anticoncepcional oral combinada) (liberado no meio ambiente como um xenoestrogênio)[60]
- Lindano, hexaclorociclohexano (inseticida restrito)
- Metaloestrogênios (uma classe de xenoestrogênios inorgânicos)
- Metoxicloro (inseticida proibido)
- Nonilfenol e derivados (surfactantes industriais; emulsificantes para polimerização em emulsão; detergentes de laboratório; pesticidas)
- Pentaclorofenol (biocida geral restrito e conservante de madeira)
- Bifenilos policlorados, PCBs (proibidos; anteriormente usados em óleos elétricos, lubrificantes, adesivos, tintas)
- Parabenos
- Ftalatos
  - DEHP (plastificador para PVC)
- Galato de propil (usado para proteger óleos e gorduras em produtos da carbonização)